# 华为Nova 10
华为nova 10是由华为公司设计和销售的智能手机，包括nova 10、nova 10 Pro、nova 10 SE和nova 10青春版四个版本。2022年7月4日，华为在深圳舉辦的夏季新品发布会上正式发布了nova 10系列手机。

## 外观
Nova 10系列有4种配色，分别是普罗旺斯、绮境森林、曜金黑与10号色。

## 硬件

### 屏幕
Nova 10和Nova 10 Pro分别有一块6.67英寸和6.78英寸的OLED屏幕，刷新率为120Hz，都支持屏下指纹。此外Nova 10 Pro还支持智能刷新率，可通过游戏引擎将60帧游戏插帧至120帧。

### 摄像
Nova 10系列镜头排布十分特别，镜头区域采用椭圆形设计，圆环周围用金色细环包围。Nova 10 Pro拥有前置6000万和800万前置人脸特写镜头，为业界首发。

### 电池
Nova 10内置4000mAHh电池，支持65W快充；Nova 10 Pro内置4500mAh电池，支持100W快充。

## 其他
2022年10月20日，中邮通信发布Hi nova 10系列5G手机。